# Sanislău
Sanislău é uma comuna romena localizada no distrito de Satu Mare, na região histórica da Transilvânia. A comuna possui uma área de 74.82 km² e sua população era de 3637 habitantes segundo o censo de 2007.